# مايك دافيسون
مايك دافيسون هو سياسي كندي، ولد في 31 مارس 1950 في هاميلتون في كندا. حزبياً، نشط في الحرب الديمقراطي الجديد لأونتاريو. وقد انتخب عضو برلمان مقاطعة أونتاريو.